# Caroline Wozniacki
Caroline Wozniacki (Odense, 11 de julho de 1990) é uma tenista profissional dinamarquesa. Entre 2010 e 2012, tinha sido Nº 1 do Mundo, durante um total de 67 semanas. Voltou à liderança do ranking mundial após vencer o Open da Austrália de 2018, no que foi o seu 1º Título do Grand Slam.
Em outubro de 2010, ao vencer por 6-3 e 6-2 a tcheca Petra Kvitová para chegar às quartas de final do Aberto da China, ela se tornou a primeira dinamarquesa a consagrar-se como a tenista número 1 do mundo. "Ser a primeira número 1 sempre foi um sonho para mim", disse Wozniacki ao público que a aplaudia, depois que ela recebeu um grande número 1 feito de flores.
Em termos de Grand Slam, depois de ter perdido as decisões do US Open em 2009 e 2012, faturou o Australian Open de 2018 em cima da líder do ranking Simona Halep, por 2 sets a 1 e parciais de 7/6 (7-2), 3/6 e 6/4. Além de ter vencido Halep, para chegar ao título, Wozniacki passou pela romena Mihaela Buzarnescu, pela croata Jana Fett, pela holandesa Kiki Bertens, pela eslovaca Magdalena Rybarikova, pela espanhola Carla Suárez Navarro e pela belga Elise Mertens.
Wozniacki já disputou dois Jogos Olímpicos. Ela caiu nas oitavas de final em Pequim, quando tinha apenas 18 anos, e nas quartas em Londres. Em ambos os casos, as algozes da dinamarquesa terminaram a semana como campeãs, Elena Dementieva em 2008 e Serena Williams em 2012.

## Vida pessoal
Caroline Wozniacki é de uma família de atletas, os pais são da Polônia. Piotr Wozniacki é um de seus treinadores e jogou futebol pelos clubes Miedź Legnica ;  Zagłębie Lubin e no Mannheim da Alemanha. Mudou-se para a Dinamarca quando assinou com o Boldklubben 1909. Sua mãe jogou na seleção polonesa de voleibol. Seu irmão mais velho Patrik é também jogador de futebol profissional, atua pelo BK Frem na Dinamarca. Desde o US Open 2009, Wozniacki é a garota propaganda da coleção de Stella McCartney na Adidas sportswear.

## Carreira
Wozniacki ganhou vários torneios na categoria júnior (incluindo o torneio de Wimbledon em 2006 e o Orange Bowl em 2005). Fez sua estreia na WTA no torneio de Cincinnati no dia 19 de julho de 2005 quando perdeu para a cabeça-de-chave Patty Schnyder na primeira rodada.
Em 2006, ela foi a cabeça de chave número 1 do Aberto da Austrália júnior, mas perdeu a final para e cabeça-de-chave número 8, Anastasia Pavlyuchenkova, da Rússia, com o placar de 6-1, 2-6 e 3-6. Ela foi cabeça-de-chave número 2 no torneio de duplas, com Anna Tatishvili, mas elas foram derrotadas na semifinal pela dupla da francesa Alize Cornet e da italiana Corinna Dentoni, que eram as cabeças-de-chave número 8.
Em fevereiro de 2006, ela alcançou sua primeira quartas-de-final em um torneio WTA, no WTA de Memphis, batendo Kristina Brandi e Ashley Harkleroad nas duas primeiras rodadas, antes de perder para a terceira cabeça-de-chave, a sueca Sofia Arvidsson.
Antes do torneio de Wimbledon, Wozniacki ganhou o torneio de Liverpool, vencendo Ashley Harkleroad na semifinal.
Mais tarde, em 2006 recebeu uma "wildcard" de qualificação sénior para o Torneio de Wimbledon. Na primeira rodada de qualificação perdeu para Miho Saeki em três sets: 6–3, 2–6, 3–6. No entanto, Wozniacki acabou por vencer o Torneio de Wimbledon, derrotando na categoria "single" feminina a Eslovaca Magdalena Rybarikova por 3–6, 6–1, 6–3.

### 2007: Primeiros títulos
Em 4 de fevereiro, ganhou o título de simples no Ortisei, Itália, em um torneio ITF 75.000 dólares, batendo a jogadora italiana Alberta Brianti por 4-6 7-5 6-3. Em 4 de março ganhou o torneio ITF de US$ 75.000 em Las Vegas, batendo Akiko Morigami 6-3, 6-2, na final.
Obteve um "wild card" para a chave principal do Indian Wells Masters e fez a sua estreia em torneios WTA Tier I. Ela foi eliminada na primeira rodada por Martina Hingis, 6-1, 6-3. As duas se enfrentaram novamente em 27 de abril em Copenhagen para uma partida de exibição, onde Wozniacki voltou a perder por 6-7 (7-9), 6-3, 2-6.
Ela então fez as semifinais de Tóquio, em outubro, sua primeira semifinal da carreira e também a primeira mulher dinamarquesa a chegar a uma semifinal WTA desde Tine Scheuer-Larsen em 1986 em Bregenz. Wozniacki perdeu para Venus Williams 6-3 7-5.

### 2008: Primeiro título no WTA Tour

Wozniacki no Us Open, 2008.

Em 2 de janeiro, Wozniacki participou de um torneio de exibição em Hong Kong. Ela perdeu o primeiro jogo para a ex-nº 1 Maria Sharapova em dois sets 6-2 e 6-2. Mas ela ganhou o torneio de duplas do evento com sua parceira, a campeã de simples Venus Williams.
No Australian Open, ela derrotou a argentina Gisela Dulko (6-1, 6-1), a nº. 21 na época Alona Bondarenko da Ucrânia (7-6, 6-1) e a alemã Sabine Lisicki (4-6, 6-4, 6-3). Na quarta rodada, perdeu para a quarta do ranking, a Sérvia Ana Ivanović (6-1, 7-6).
Seu próximo torneio foi o Qatar Total Open em Doha, onde ela alcançou as quartas de final, mas foi esmagada pela cabeça de chave número 4 Maria Sharapova 6-0, 6-1.
Depois disso, ela jogou no Cellular South Cup, onde ela fez novamente as quartas de final, antes de perder de forma abrangente para a eventual campeã, Lindsay Davenport, 6-0, 6-2.
No Pacific Life Open, fez a quarta rodada, perdendo para a cabeça 2 Svetlana Kuznetsova 6-2, 6-3. Mais cedo no torneio, ela derrotou a cabeça 18, Rússia 's Maria Kirilenko em dois sets 6-2, 6-0.
Ela perdeu na quarta rodada do Miami Masters para Venus Williams.
O próximo torneio de Wozniacki foi o Bausch & Lomb Championships, onde ela sofreu um 3-6, 6-3, 3-6 para de Alona Bondarenko na segunda rodada. No WTA German Open em Berlim, ela caiu para Gisela Dulko 6-2, 7-5 novamente na segunda rodada. Seu próximo evento foi em Roma no Internazionali BNL d'Italia. Lá, ela caiu frente à recém-coroada número um do mundo, Maria Sharapova, 6-4, 7-6 (7-3).
No Aberto da França, ela foi a trigésima cabeça de chave, fazendo deste o primeiro Grand Slam em que foi cabeça de chave. Em sua primeira rodada, ela derrotou Yvonne Meusburger da Áustria 6-0, 6-2. Sua adversária na segunda rodada foi Anastasiya Yakimova da Bielorrússia. Wozniacki venceu este jogo por 6-0, 6-4, mais uma vez criando um confronto com Ana Ivanovic, como ocorreu no Aberto da Austrália. Ivanovic derrotou Wozniacki em um torneio de Grand Slam pela segunda vez naquele ano com uma vitória por 6-4, 6-1.
Como aquecimento para a temporada de grama, como nos dois anos anteriores, Wozniacki havia jogado no torneio internacional de Liverpool, que não vale pontos para o ranking. Ela venceu o torneio batendo Michelle Larcher de Brito 6-2, 6-0, Tamaryn Hendler 6-2, 6-2, Katarzyna Piter 6-1, 6-1, Tamaryn Hendler (de novo) 6-3, 6-4 e Ashley Harkleroad (a vencedora de 2007) 4-6, 6-4, 10-5. Quando ela ganhou em Liverpool, em 2006, também derrotando Harkleroad, Wozniacki passou a ganhar o Wimbledon (Girl's) de título.
Em 18 de junho Wozniacki teve sua primeira vitória no top 5, derrotando a nº 4 Svetlana Kuznetsova 6-2, 6-2 na segunda rodada do torneio de Eastbourne.
Em Wimbledon, ela alcançou a terceira rodada, mas perdeu para a segunda cabeça de chave Jelena Jankovic 2-6, 6-4, 6-2.
Ela chegou à semifinal no Aberto Eslovénia em Portoroz, perdendo 6-4, 6-4 para a eventual campeã, Sara Errani.
Na Open Nordic Light, em Estocolmo, ela ganhou seu primeiro torneio WTA sem perder um único game, batendo tenistas ranqueadas entre as 10 primeiras como, Agnieszka Radwańska, 6-4, 6-1 na semifinal.
Nos Jogos Olímpicos de Pequim bateu a nº 12 do ranking, Daniela Hantuchova por 6-1 e 6-3 na segunda rodada, mas nas oitavas de final, ela caiu para a nº 7 do ranking e futura campeã, Elena Dementieva por 7-6 e 6-2.
Em New Haven bateu a nº 13, Marion Bartoli, por 6-4, 6-0. Na semifinal eliminou a nº 18, Alizé Cornet, 7-5, 6-4, (ganhando 11 de seus últimos 12 games). Na final ela derrotou Anna Chakvetadze, nº 11 do ranking, com parciais de 3-6, 6-4, 6-1 para ganhar seu primeiro torneio Tier II.
Caroline era cabeça de chave nº 21 no US Open, enfrentando jogadoras fora do top 100 nas duas primeiras rodadas. Ela ganhou duas partidas, perdendo apenas 3 games em cada uma. Na terceira rodada, ela derrotou o nº 14 do ranking, Victoria Azarenka por 6-4, 6-4. Foi a sua 15 vitória em seus últimos 16 jogos. Na quarta rodada, perdeu para a nº2 do ranking e eventual vice-campeã Jelena Jankovic, parciais de 3-6, 6-2, 6-1, sua quarta perda de Grand Slam do ano contra uma atleta sérvia.
Sua taxa de vitórias-derrotas em torneios no ano (excluindo torneios de exibição) foi de 43-15. Obtendo as classificações como nº 17 em simples e nº 115 em duplas no ranking. Sendo também a nº 11 na corrida para o Sony Ericsson Championship, pouco menos de um dos pontos de reserva.

### 2009: Primeira final de Grand Slam e Top 5

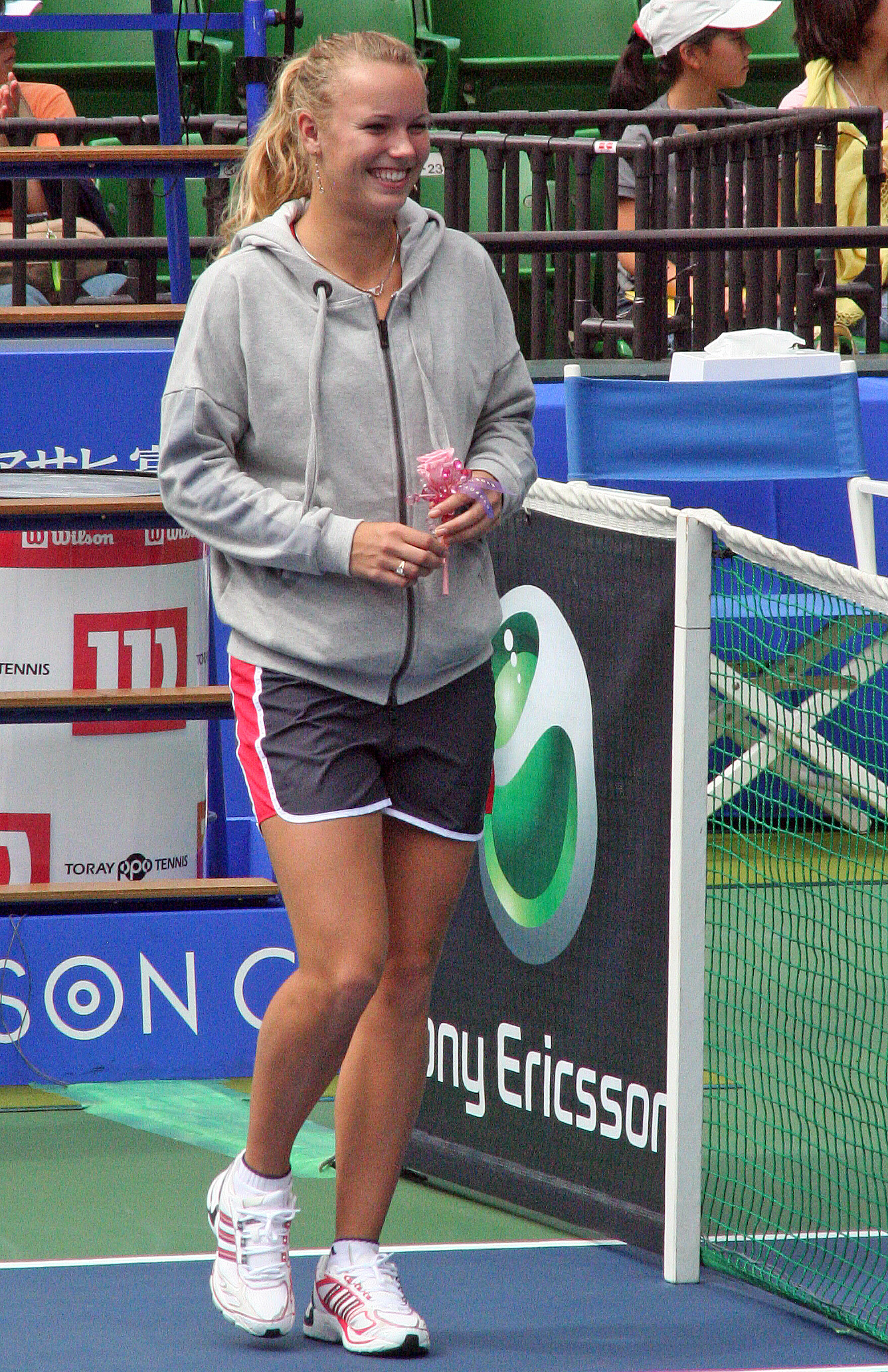
Wozniacki disputou 8 finais
ganhando 3 em 2009.

Em seu primeiro torneio do ano, o ASB Classic em Auckland, perdeu nas quartas para a russa Elena Vesnina por 6-3, 0—6, 6-3. Em seguida, ela alcançou as quartas-de-final do Medibank Internacional em Sydney, onde perdeu para a número 2 do mundo Serena Williams 6-7 (5), 6-3, 7-6 (3), apesar de ter três match points ao servir para a partida em 6-5 no terceiro set. Iniciou no Open da Austrália de 2009 ocupando a posição nº 11 do ranking. Wozniacki avançou à terceira rodada do Slam quando perdeu para a australiana Jelena Dokić por 3-6, 6-1, 6-2.
Wozniacki alcançou as quartas-de-final do Pattaya Women's Open na Tailândia, mas perdeu para Magdalena Rybarikova 6-4, 6-1. No Cellular South Cup em Memphis, Wozniacki avançou à final mas perdeu para Bielorrussa Victoria Azarenka por 6-1, 6—3. Posteriormente, Azarenka e Wozniacki venceram o título de duplas, batendo Michaella Krajicek e Yuliana Fedak 6-1, 7-6 (2) na final.
Em seguida Wozniacki participou dos dois torneios do ano na América do Norte. No BNP Paribas Open em Indian Wells, Wozniacki perdeu nas quartas para a atual campeã Vera Zvonareva com parciais de 6-4, 6-2. No Sony Ericsson Open em Miami, Wozniacki avançou no torneio derrotando Patty Schnyder e a nº 4 do ranking Elena Dementieva na terceira e quarta rodadas, respectivamente. Ela perdeu para Svetlana Kuznetsova por 6-4, 6-7 (5), 6-1 nas quartas-de-final.
Wozniacki venceu seu primeiro título do ano no saibro verde da MPS Group Championships em Ponte Vedra Beach. Depois de sobreviver a uma partida dura no primeiro encontro com Samantha Stosur, então ela avançou no torneiro eliminando Virginie Razzano e Daniela Hantuchova em dois sets para chegar às semifinais, onde sobreviveu a quatro match points para derrotar Elena Vesnina 2-6, 6-3, 7-6 (5). Ela então derrotou o canadense Aleksandra Wozniak na final, 6-1, 6-2. Ranqueada como quinta do mundo sobre a argila verde na Family Circle Cup em Charleston, ela derrotou Elena Dementieva 6-4, 5—7, 7-5 nas semifinais, antes de perder por 6-2, 6-4 para Sabine Lisicki na final.
Wozniacki sofreu o abandono precoce em seus próximos dois torneios perdendo para Marion Bartoli 7-6 (6), 6-4 na segunda rodada, no Porsche Tennis Grand Prix em Stuttgart e perder na terceira rodada da Internazionali BNL d'Italia em Roma para Victoria Azarenka 6-2, 6-2. Wozniacki avança à final na inaugural Premier Obrigatória, a Mutua Madrileña Madrid Open, onde perdeu para a número 1 do mundo Dinara Safina 6-2, 6-4. Como nº 10 no Aberto da França em Paris, Wozniacki perdeu para o Sorana Cirstea da Roménia, parciais de  7-6 (3) 7-5. Formando dupla, Cirstea e Wozniacki perderam na primeira rodada do torneio de duplas para Maria Kirilenko e Flavia Pennetta por 6-4, 6-4.
Durante a temporada de grama, Wozniacki venceu seu segundo título do ano na AEGON Internacional em Eastbourne. Ela avançou para as semifinais, derrotando Alisa Kleybanova, Samantha Stosur e Ekaterina Makarova. Lá, ela enfrentou Aleksandra Wozniak do Canadá, se recuperando de uma sequência de baixos resultados, para ganhar por 2-6, 6-4, 6-4. Bateu Virginie Razzano no final, 7-6, 7-5.
Wozniacki foi semeado em 9 Wimbledon, e enfrentou Kimiko Date Krumm (20 anos mais velha) no primeiro turno, vencendo em três sets. Ela então bateu Maria Kirilenko, 6-0, 6-4, e as sementes # 20 Anabel Medina Garrigues 6-2, 6-2. Em seguida, ela caiu para Sabine Lisicki na quarta rodada, 6-4, 6-4.
Em seu aniversário de 19 anos, perdeu na final da Sueco Open 7-5, 6-4, Maria Jose Martinez Sanchez de Espanha. Em seu primeiro torneio de quadra dura, em preparação para o US Open de tênis, após ter recebido um bye na primeira rodada do LA Women's Tennis Championships perdeu na segunda rodada para Sorana Cirstea 1-6, 6-4, 7-6 (5). No Cincinnati Masters, Wozniacki avançou para as quartas de final, caindo para Elena Dementieva 6-2, 6-1. Na Rogers Cup de Toronto, perdeu na segunda rodada para Zheng Jie 7-5, 6-3. Ela então passou a defender o seu título no Pilot Pen Tennis em New Haven. No primeiro turno ela teve seu primeira vitória, 6-0, 6-0, sobreEdina Gallovits em 41 minutos. Na final do torneio challenger, bateu russa Elena Vesnina por 6-2, 6-4 para ganhar seu terceiro título da temporada.
No US Open de 2009. Ela ganhou facilmente seus primeiros três jogos, 6-4, 6-1, contra Galina Voskoboeva, 6-1, 6-0, sobre Petra Martic, e 6-3, 6-2 sobre a parceira de duplas Sorana Cirstea. Na quarta rodada, contra Svetlana Kuznetsova, Wozniacki fez 2 sets a 1, 2-6, 7-6 (5), 7-6 (3).
Nas quartas de final ela derrotou a demolidora de russas, a americana Melanie Oudin com um duplo 6-2, e na semifinal fez duplo 6-3 contra Yanina Wickmayer. Na final, porém, acabou não sendo páreo para a experiente belga Kim Clijsters que fez 2 sets a 0, 7-5 e 6-3.

### 2010: Primeiro título WTA Premier Mandatory e No. 1 do mundo

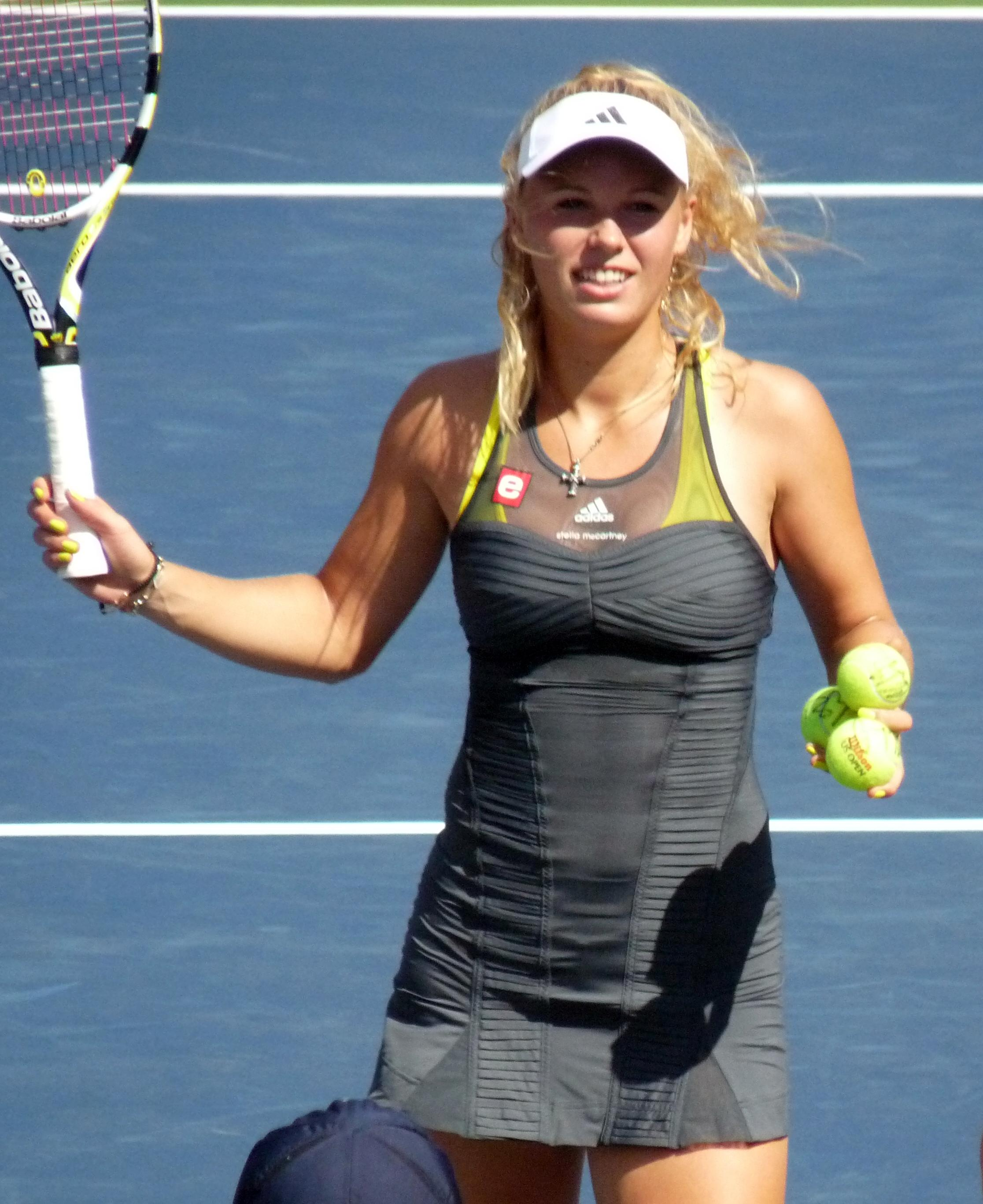
Wozniacki no US Open, 2010.

Wozniacki começou o ano com uma exibição no torneio de Hong Kong onde ela perdeu duas partidas de simples jogando para o Time da Europa, mas ganhou duas nas duplas com o parceiro Stefan Edberg. Seu primeiro torneio na WTA lhe concedeu uma derrota em um jogo de três sets para Li Na em Sydney.
Ela era cabeça de chave 4 no Open da Austrália de 2010, sua primeira vez como top-8 em um Grand Slam. Ela foi derrotada por Na Li da China na quarta rodada com parciais de, 6–4, 6–3, um reencontro de Medibank International. Depois de sair na quarta rodada do Aberto da Australia, Wozniacki chegou ao maior ranking da carreira até o momento No.3.
Como segunda cabeça de chave do torneio de BNP Paribas Open, Wozniacki chegou à final, onde ela foi derrotada por Jelena Janković, 6–2 6–4. De qualquer modo, seu lugar na final lhe garantiu um novo e melhor ranking na carreira No. 2.
No torneio Sony Ericsson Open em Miami, Wozniacki perdeu nas quartas de finais para Justine Henin com parciais de 6–7(5), 6–3, 6–4.
Seu próximo torneio seria MPS Group Championships na Florida. Nas semifinais, ela jogou contra Elena Vesnina e as parciais eram 1-6, 3-5, para ganhar a partida e avançar para a final teria que ganhar o segundo set que estava em desvantagem para levar o jogo ao terceiro set, 1-6, 7-6(4), 6-4. Wozniacki chegou a segunda final consecutiva no torneio, defenderia o título contra Olga Govortsova, 6-2, 7-5, e ainda salvou um set point no segundo set, algo que se perdesse levaria o jogo ao terceiro e poderia ter final completamente diferente .
O próximo torneio de Wozniacki foi Family Circle Cup. Ela era cabeça de chave número 1, chegou até às semifinais onde abandonou contra Vera Zvonareva. Estava perdendo por 4-2 para Zvonareva quando caiu e machucou o tornozelo ao tentar alcançar uma bola curta na rede.
O tornozelo de Wozniacki continua a incomodá-la sentindo-o na segunda rodada contra Lucie Šafářová no Porsche Tennis Grand Prix.
Wozniacki era a segunda cabeça de chave do Internazionali BNL d'Italia na Roma. Sendo derrotada por María José Martínez Sánchez na terceira rodada.
Em 2010 Mutua Madrileña Madrid Open, onde ela havia chegado na final do ano anterior, acabou perdendo na segunda rodada em 6-2, 6-3 para Alona Bondarenko.
O próximo torneio de Wozniacki seria Polsat Warsaw Open. Cabeça de chave número 1, chegou às quartas de final onde abandonou o jogo contra Zheng Jie por sentir novamente dores no tornozelo.
Após alguns resultados na temporada de saibro, Wozniacki foi cabeça de chave 3 Roland-Garros de 2010, atrás apenas das irmãs Williams.  Nas três primeiras rodadas obteve vitórias contra Alla Kudryavtseva, Tathiana Garbin e Alexandra Dulgheru, todas sem perder sequer um set. Já na quarta rodada precisou de um jogo de três sets e três horas para vencer Flavia Pennetta. Nas quartas de final acabou perdendo para outra italiana que viria ser campeã da competição, Francesca Schiavone.
Nas duplas Wozniacki formou parceria com Daniela Hantuchová. Elas ganharam a primeira partida contra as alemãs Tatjana Malek e Andrea Petković. Na segunda rodada elas deveriam ter jogado contra as irmãs Williams mas acabaram perdendo por W.O. devido a uma lesão no ombro direito de Hantuchova.
No torneio que precede Wimbledon, Eastbourne, Wozniacki defendia o título,porém foi eliminada logo na primeira rodada pela tenista francesa Aravane Rezai, perdendo pontos no ranking e caindo para a quarta posição.
Na estreia de Wimbledon a dinamarquesa passou fácil pela italiana Tathiana Garbin com duplo 6-1. Garantiu vaga na terceira rodada no Torneio de Wimbledon ao derrotar Chang Kai-chen, de Taiwan, por 2 sets a 0, com parciais de 6-4 e 6-3. Caroline avança às oitavas de final ao vencer a russa Anastasia Pavlyuchenkova em 7-5 e 6-4. Foi eliminada nas oitavas de final pela tenista Petra Kvitova com parciais de 6-2 e 6-0. Logo após o término de Wimbledon Wozniacki volta ao top 3 do ranking da WTA.
Depois de tirar férias do circuito, Wozniacki retorna em um torneio no seu país natal, na cidade de Copenhague. Estreou com vitória de 6-3 e 6-2 contra a croata Petra Martic. Caroline teve um início de partida nas oitavas de final difícil contra a tcheca Iveta Benesova, onde acabou vencendo por 2 sets a 1, com parciais de 4-6, 6-2 e 6-0. A dinamarquesa venceu nas quartas de final a alemã Julia Goerges, cabeça de chave número 5, por 2 sets a 1, 3-6, 6-0 e 7-6(3), em 2 horas 04 minutos de partida. Venceu o jogo contra a Anna Chakvetadze, por 2 sets a 1 com parciais de 6-1 2-6 e 6-4, a partida válida pela semifinal teve duração de 1 hora e 47 minutos. Vai enfrentar na final a tcheca Klara Zakopalova cabeça de chave número 7 do torneio, que eliminou a chinesa Na Li, conhecida algoz da dinamarquesa. Na final derrotou a tcheca Klara Zakopalova em 6-2 e 7-6(5). Como prêmio, ganhou o troféu de porcelana e uma garrafa de champanhe. Foi o oitavo título da carreira, onde a torcida a ajudou a conquistá-lo.
Três dias após conquistar o oitavo título de simples da carreira no torneio de Copenhague, ocorrido em casa na Dinamarca iniciou sua participação, no torneio de Cincinnati um dos que precedem o US Open, com vitória, que teve direito a pneu, de 6-0 e 6-2 sobre a austríaca Sybille Bammer 72º do ranking. A dinamarquesa foi eliminada logo na sua segunda participação na competição pela francesa Marion Bartoli cabeça de chave número 16, com parciais de 6-4 6-1.
Caroline estreou no torneio de Montreal contra a Patty Schnyder originária da Suíça e obteve êxito, derrotando-a com duplo 7-5. Venceu a italiana Flavia Pennetta nas oitavas de final com parciais de 4-6,6-3 e 6-1. Nas quartas de final enfrentou sua algoz de Roland Garros uma outra italiana a Francesca Schiavone e venceu com parciais de 6-2 e 6-3. Na semifinal enfrentou a russa Svetlana Kuznetsova obteve vitória pelo placar de 6-2 e 6-3, tendo assim vaga na final, que aconteceria no mesmo dia, devido às chuvas que adiaram os jogos de semi e final. Na final enfrentou outra russa, Vera Zvonareva foi campeã com parciais de 6-3 e 6-2, esse foi seu terceiro título do ano e nono da carreira.
Em New Haven tenta defender o título de 2009, inicia o torneio com estreia sobre Dominika Cibulkova em 6-4 6-1. Sua próxima adversária seria Flávia Pennetta, porém esta se lesionou e desistiu de jogar o restante do torneio, nem chegando a entrar em quadra. Na semifinal teve o jogo mais complicado da competição para ela, contra Elena Dementieva venceu com parciais de 1-6 6-3 e 7-6. Na final enfrentou outra russa Nadia Petrova e conquistou seu quarto título do ano em parciais de 6-3 3-6 6-3 .
No Aberto dos Estados Unidos buscava defender o vice campeonato, iniciou sua jornada contra a americana Chelsey Gullickson obteve fácil vitória com duplo 6-1. Na segunda rodada enfrentou a tenista Kai Chen Chang de Taiwan aplicando uma bicicleta em cima da adversária (6-0 6-0). Na terceira rodada enfrentou a compatriota de Kai Chen Chang a Yung-Jan Chan as parcias do jogo foram 6-1 e 6-0 a favor da dinamarquesa. Nas oitavas de final enfrentou a russa Maria Sharapova ex-número 1 do ranking e à derrotou em 6-3 6-4. Nas quartas de final enfrentou Dominika Cibulkova em um jogo muito difícil, principalmente por causa dos ventos fortes, Caroline conseguiu a vitória com parciais de 6-2 7-5. Avançou para a semifinal sem perder sequer um set no torneio, estando invicta há 14 partidas, enfrentou a russa Vera Zvonareva finalista em Wimbledon, a qual havia ganho na final do torneio de Montreal só que dessa vez quem se deu melhor foi a russa, vencendo com parciais de 6-4 6-3, acabando assim com o sonho de ganhar o primeiro Grand Slam e assumir o topo do ranking.
Depois do Grand Slam americano, voltou a jogar no Toray Pan Pacific Open em Tókio onde estreou com vitória de 6-1 6-3 sobre a húngara Greta Arn. Nas oitavas de final enfrentou a russa Anastasia Pavlyuchenkova, cabeça de chave nº16 vencendo por 6-1 6-2 a partida. Nas quartas de final enfrentou sua amiga polonesa Agnieszka Radwanska que acabou desistindo quando perdia por 5-0 para a dinamarquesa, devido a uma contusão no pé. Na semifinal enfrentou outra amiga, a bielorrussa Victoria Azarenka e venceu com parciais de 6-2,6-7(3) e 6-4. Na final enfrentou a russa Elena Dementieva, foi campeã de mais um título esse ano, quinto só em 2010, vencendo de virada por 1-6 6-2 e 6-3.
Em outubro, no torneio de Pequim a dinamarquesa estreou com vitória contra a italiana Sara Errani, com parciais de 6/4 e 6/2. Em seguida, pelas oitavas de final, Wozniacki se tornou a primeira dinamarquesa a consagrar-se como a tenista número 1 do mundo ao vencer por 6-3 e 6-2 a tcheca Petra Kvitová. Nas quartas de final enfrentou a sérvia e ex-número 1 mundial Ana Ivanovic e venceu com placar de 7-6(1) e 6-4. Na semifinal enfrentou a israelense Shahar Peer e obteve vitória por 2 sets a 0, parciais de 7-5 e 6-2, na final enfrentou a russa Vera Zvonareva e venceu por 2 sets a 1 com parciais 6-3, 3-6 e 6-3 consagrando-se campeã em Pequim levantando seu sexto troféu em 2010. Em Doha, último torneio da WTA estreou com vitória em cima da russa Elena Dementieva com duplo 6-1. Ainda na fase de grupos enfrentou a australiana Samantha Stosur perdendo em parciais de 6-4 6-3. No último jogo no grupo enfrentou a italina Francesca Schiavone vencendo de virada em 3-6 6-1 6-1. Na semifinal enfrentou a russa Vera Zvonareva avançando para a final após ganhar com parciais de 7-5 6-0. Na final enfrentou a belga Kim Clijsters repetindo a final do US Open 2009, acabou ficando novamente com o vice campeonato em um jogo de números 6-3 7-5 e 6-3.

### 2011: Ranking de No 1 do mundo no fim da temporada pelo segundo ano consecutivo

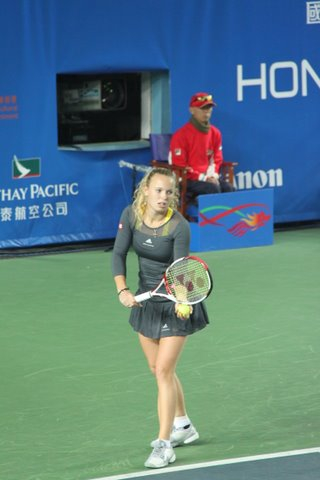
Wozniacki no Hong Kong Classic, 2011.

Abriu o ano em uma exibição contra a belga Kim Clijsters. O jogo ocorreu na Tailândia, terminando com parciais de 6-3, 4-6 e 12-10 (super tiebreak) a favor da belga.
No torneio-exibição de Hong Kong iniciou com vitória em cima da chinesa Li Na por 2 sets a 0, com parciais de 6/4 e 6/3. Depois enfrentou a russa Vera Zvonareva e foi derrotada com parciais de 6-1 6-0.
No torneio preparatório para o primeiro Grand Slam do ano o Aberto da Austrália, WTA Sydney foi cabeça de chave número 1, estreando já na segunda rodada. Enfrentou a eslovaca Dominika Cibulkova perdendo por duplo 6-3.
No Open da Austrália inicou o torneio com vitória sobre a argentina Gisela Dulko com parciais de 6-3 6-4. Na segunda rodada derrotou a americana Vania King por 2 sets a 0, parciais de 6-1 6-0. Na terceira rodada venceu a eslovaca Dominika Cibulkova por 6-4 6-3. Nas oitavas de final enfrentou a letã Anastasija Sevastova terminando em 2 sets a 0 a favor da dinamarquesa, parciais de 6-3 6-4. Nas quartas de final venceu de virada a italiana Francesca Schiavone por 3-6 6-3 6-3. Nas semifinais perdeu para a chinesa Li Na por 3-6 7-5 6-3.
No torneio de Dubai Duty Free a dinamarquesa estreou com vitória sobre a russa Anna Chakvetadze por 6-1 4-5, com desistência de sua oponente. Nas oitavas de final enfrentou a japonesa Ayumi Morita e venceu por parciais de 6-1 6-0. Nas quartas de final venceu a israelense Shahar Peer por 6-2 6-4. Na semifinal enfrentou a sérvia Jelena Jankovic,vencendo com parciais de 7-5 6-3. Na final enfrentou a russa Svetlana Kuznetsova sendo campeã com o placar de 6-1 6-3.
No torneio de Qatar Ladies Open em Doha estreou com vitória sobre a russa Nadia Petrova com parciais de 6-3 6-2. Na partida válida pelas quartas de final venceu a italiana Flavia Pennetta por 6-2 6-0. Na semifinal jogou contra a francesa Marion Bartoli e venceu com duplo 6-1. Na final contra a russa Vera Zvonareva foi derrotada com duplo 6-4.
No torneio BNP Paribas Open em Indian Wells estreou na segunda rodada com vitória sobre a norte-americana Sloane Stephens por 6-3 6-2. Na terceira rodada enfrentou a espanhola María José Martínez Sánchez e venceu com parciais de 6-1 6-3. Nas oitavas de final enfrentou a russa Alisa Kleybanova e saiu com vitória em 2-6 6-3 6-1. Nas quartas de final enfrentou sua amiga, a bielorrussa Victoria Azarenka que abandonou o jogo quando estava 3-0 a favor da dinamarquesa. Na semifinal enfrentou a russa Maria Sharapova e venceu por 6-1 6-2. Na final enfrentou a francesa Marion Bartoli, venceu por 6-1 2-6 6-3 e se sagrou campeã em Indian Wells. No torneio ocorrido em Miami venceu na estreia a americana Bethanie Mattek-Sands por 6-2 7-5. Na terceira rodada enfrentou a eslovaca Daniela Hantuchova saindo vitoriosa por 6-1 7-6(7). Nas oitavas de final enfrentou a alemã Andrea Petkovic e acabou sendo eliminada em 5-7 6-3 3-6 No início da temporada no saibro, começou jogando no torneio Family Circle Cup, em Charleston. Na primeira partida teve resultado positivo contra Irina Falconi 6-1 6-1. Nas oitavas de final enfrentou a checa Barbora Záhlavová-Strýcová vencendo por 7-6 7-6. Nas quartas de final venceu a belga Yanina Wickmayer por 4-6 6-4 6-4. Já nas semifinais defrontou Jelena Jankovic vencendo por 6-4 6-4. Tal feito levou Wozniacki para a final, na qual acabou por defrontar e vencer a russa Elena Vesnina por 6-2 6-3, conquistando assim o seu 3º título do ano, 15º da sua carreira. No torneio de Stuttgart iniciou com vitória sobre a eslovaca Zuzana Kučová por 6-1 6-2. Nas quartas de final enfrentou a alemã Andrea Petkovic e venceu por 6-4 6-1. Na semifinal enfrentou a polonesa Agnieszka Radwańska saindo vitoriosa por 7-5 6-3. Na final perdeu para a alemã Julia Görges por 7-6(3) 6-3.

### 2020
Antes do Grand Slam, disputou o WTA de Auckland, na Nova Zelândia. Entrou também no torneio de duplas, algo que raramente faz, ao lado da amiga Serena Williams. Chegaram à final, perdendo para as americanas Asia Muhammad/Taylor Townsend. Em simples, derrotou nas quartas de final uma das grandes algozes da carreira, a alemã Julia Görges. O caminho apontava Serena Williams na final, agora como oponente, mas a dinamarquesa foi eliminada na fase anterior, por Jessica Pegula.
No Australian Open, a expectativa era que parasse na segunda fase para a jovem sensação Dayana Yastremska, mas conseguiu superá-la. No entanto, parou na terceira fase, tendo a tunisiana Ons Jabeur como sua algoz final.
Aos 33 anos, após o Australian Open, Wozniacki anunciou a sua aposentadoria, ela que sofria de artrite reumatoide, sendo este o principal motivo do encerramento da carreira.
Foi programada uma exibição de despedida em 18 maio, na Royal Arena, em Copenhague, contra Serena Williams.

### 2023: Retorno ao tênis

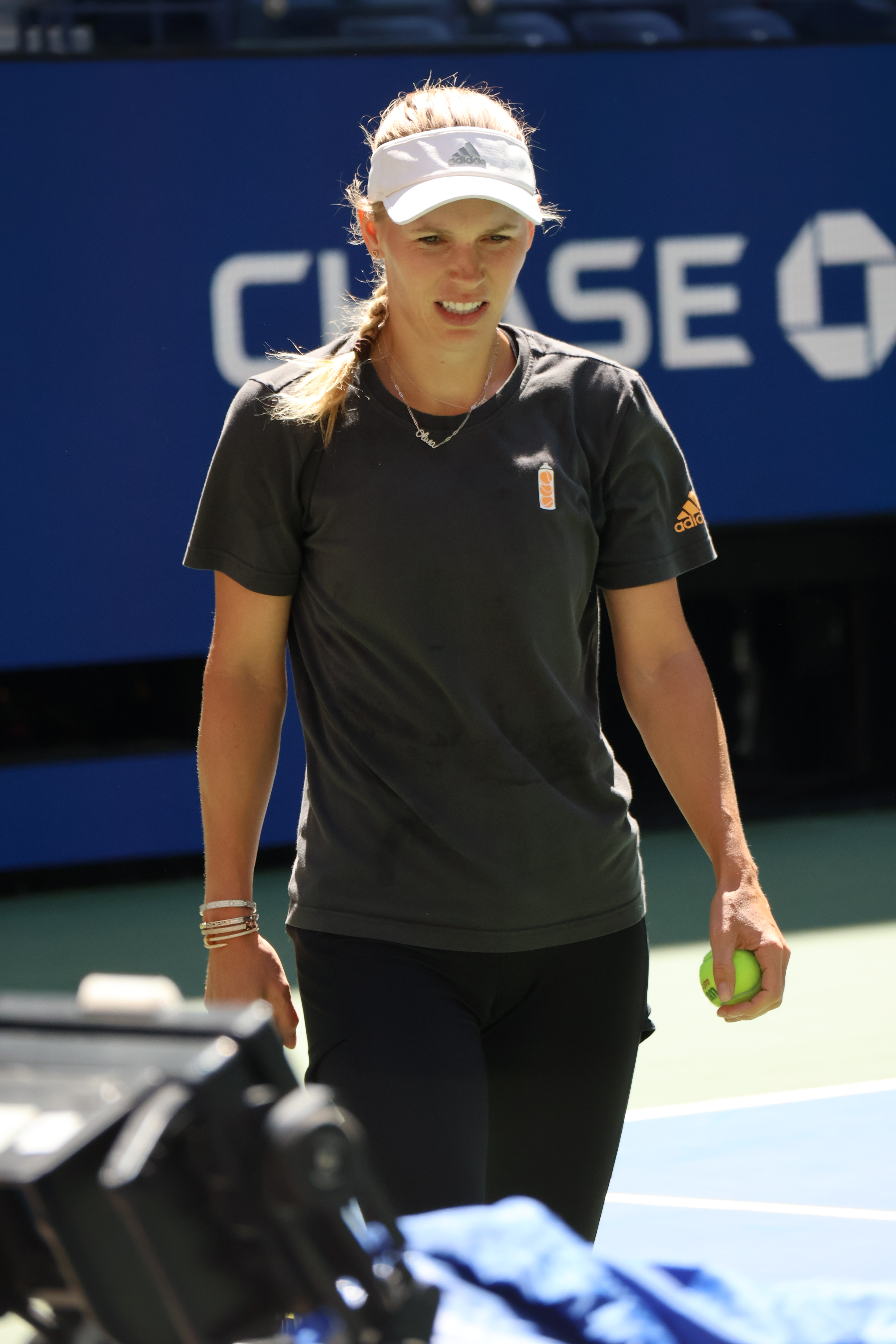
Wozniacki no Us Open, 2023.

Em Junho, Wozniacki surpreendeu o mundo, anunciando o seu retorno após três anos e meio fora das quadras. Fez a reestreia no WTA de Montreal através de um convite, derrotando na primeira rodada a australiana Kimberly Birrell [en] em sets diretos. Entretanto, foi eliminada no jogo seguinte pela tcheca Markéta Vondroušová, recente campeã de Wimbledon. No US Open, Wozniacki chegou até as oitavas de final, onde perdeu para Coco Gauff, a eventual campeã, em jogo de três sets.

### 2024
Wozniacki não teve um bom início de temporada. Participou do ASB Classic onde perdeu para Elina Svitolina na primeira rodada em sets diretos. Depois disso, partiu para o Australian Open. Na campanha desse Major, como "wild card", ela derrotou Magda Linette na primeira rodada por desistência da adversária por contusão, no seu jogo seguinte, perdeu para a vinda da qualificatória Maria Timofeeva de virada em jogo de três sets. Em San Diego, não passou da primeira rodada. Chegou às quartas de final em Indian Wells onde foi obrigada a desistir da partida contra a cabeça de chave N° 1 Iga Swiatek por contusão. No Miami Open, Wozniacki teve um início promissor, vencendo Clara Burel de forma convincente em dois sets. Porém na sequência, perdeu para Anhelina Kalinina na segunda rodada, de virada depois de ter um set e um match point de vantagem.
Wozniacki iniciou a temporada em quadras de saibro em Charleston onde também não passou da segunda rodada. Em seguida, participou como "wild card" do Aberto de Madri, no qual não passou da primeira rodada.

## Finais de Grand Slam

### Simples: 3 (1 título, 2 vices)
| Status | Ano  | Torneio         | Piso | Oponente                       | Placar           |
| ------ | ---- | --------------- | ---- | ------------------------------ | ---------------- |
| Perdeu | 2009 | US Open         | Duro | Bélgica Kim Clijsters          | 7–5, 6–3         |
| Perdeu | 2014 | US Open         | Duro | Estados Unidos Serena Williams | 6–3, 6–3         |
| Venceu | 2018 | Australian Open | Duro | Simona Halep                   | 7-6(2), 3-6, 6-4 |

## Finais da WTA

### Simples: 31 (21 títulos, 10 vices)
| Vencedora — Legenda (pré/pós 2009)           |
| -------------------------------------------- |
| Torneios Grand Slam (0–1)                    |
| Torneios da WTA Tour (0–2)                   |
| Tier I / Premier Mandatory & Premier 5 (5–3) |
| Tier II / Premier (4–1)                      |
| Tier III, IV & V / International (5–3)       |

| Finais por piso |
| Dura (11–6)     |
| Grama (1–0)     |
| Saibro (3–4)    |
| Carpete (0–0)   |

| Status    | No. | Data                  | Torneio                          | Piso     | Oponente                    | Placar           |
| --------- | --- | --------------------- | -------------------------------- | -------- | --------------------------- | ---------------- |
| Venceu    | 1.  | Ago 2008              | Estocolmo, Suécia                | Duro     | Vera Dushevina              | 6–0, 6–2         |
| Venceu    | 2.  | Ago 2008              | New Haven, Estados Unidos        | Duro     | Anna Chakvetadze            | 3–6, 6–4, 6–1    |
| Venceu    | 3.  | Out 2008              | Tóquio, Japão                    | Duro     | Kaia Kanepi                 | 6–2, 3–6, 6–1    |
| Perdeu    | 1.  | Out 2008              | Cidade de Luxemburgo, Luxemburgo | Duro (i) | Elena Dementieva            | 2–6, 6–4, 7–6(4) |
| Perdeu    | 2.  | Fev 2009              | Memphis, EUA                     | Duro (i) | Victoria Azarenka           | 6–1, 6–3         |
| Vencedora | 4.  | Abr 2009              | Ponte Vedra Beach, EUA           | Saibro   | Aleksandra Wozniak          | 6–1, 6–2         |
| Perdeu    | 3.  | Abr 2009              | Charleston, EUA                  | Saibro   | Sabine Lisicki              | 6–2, 6–4         |
| Perdeu    | 4.  | Mai 2009              | Madrid, Espanha                  | Saibro   | Dinara Safina               | 6–2, 6–4         |
| Venceu    | 5.  | Jun 2009              | Eastbourne, Reino Unido          | Grama    | Virginie Razzano            | 7–6(5), 7–5      |
| Perdeu    | 5.  | Jul 2009              | Båstad, Suécia                   | Saibro   | María José Martínez Sánchez | 7–5, 6–4         |
| Venceu    | 6.  | Ago 2009              | New Haven, EUA (2)               | Duro     | Elena Vesnina               | 6–2, 6–4         |
| Perdeu    | 6.  | Set 2009              | US Open, Nova York, EUA          | Duro     | Kim Clijsters               | 7–5, 6–3         |
| Perdeu    | 7.  | Mar 2010              | Indian Wells, EUA                | Duro     | Jelena Janković             | 6–2, 6–4         |
| Venceu    | 7.  | Abr 2010              | Ponte Vedra Beach, EUA(2)        | Saibro   | Olga Govortsova             | 6–2, 7–5         |
| Venceu    | 8.  | Ago 2010              | Copenhague, Dinamarca            | Duro (i) | Klára Zakopalová            | 6–2, 7–6(5)      |
| Venceu    | 9.  | Ago 2010              | Montreal, Canadá                 | Duro     | Vera Zvonareva              | 6–3, 6–2         |
| Venceu    | 10. | Ago 2010              | New Haven, U.S. (3)              | Duro     | Nadia Petrova               | 6–3, 3–6, 6–3    |
| Venceu    | 11. | Out 2010              | Tóquio, Japão                    | Duro     | Elena Dementieva            | 1–6, 6–2, 6–3    |
| Venceu    | 12. | 10 de Outubro de 2010 | Pequim, China                    | Duro     | Vera Zvonareva              | 6–3, 3–6, 6–3    |
| Perdeu    | 8.  | Out 2010              | Doha, Catar                      | Duro     | Kim Clijsters               | 6–3, 5–7, 6–3    |
| Venceu    | 13. | Fev 2011              | Dubai, Emirados Árabes Unidos    | Duro     | Svetlana Kuznetsova         | 6–1, 6–3         |
| Perdeu    | 9.  | Fev 2011              | Doha, Catar                      | Duro     | Vera Zvonareva              | 6-4, 6-4         |
| Venceu    | 14. | Mar 2011              | Indian Wells, EUA                | Duro     | Marion Bartoli              | 6-1, 2-6, 6-3    |
| Venceu    | 15. | Abr 2011              | Charleston, EUA                  | Saibro   | Elena Vesnina               | 6-2, 6-3         |
| Perdeu    | 10. | Abr 2011              | Stuttgart, Alemanha              | Saibro   | Julia Görges                | 7-6, 6-3         |
| Venceu    | 16. | Junho 2011            | Copenhague, Dinamarca (2)        | Duro     | Lucie Šafářová              | 6-1, 6-4         |

### Duplas: 2 (2 títulos)
| Legenda               |
| Grand Slam (6)        |
| WTA Championships (3) |
| Tier I (7)            |
| Tier II (11)          |
| Tier III (09)         |
| Tier IV (9)           |
| Premier (12)          |
| Internacional (1)     |

| Status | Data     | Torneio                                                 | Piso     | Parceira                | Oponentes                        | Placar      |
| ------ | -------- | ------------------------------------------------------- | -------- | ----------------------- | -------------------------------- | ----------- |
| Venceu | Set 2008 | China Open, Pequim                                      | Duro     | Anabel Medina Garrigues | Han Xinyun Xu Yi-Fan             | 6–1 6–3     |
| Venceu | Fev 2009 | Regions Morgan Keegan Championships. Memphis, Tennessee | Duro (i) | Victoria Azarenka       | Yuliana Fedak Michaella Krajicek | 6–1, 7–6(2) |

## Performance de simples em Grand Slams - Linha do tempo
| Torneio                | 2005  | 2006  | 2007  | 2008  | 2009  | 2010  | 2011  | 2012  | TS     | V–P   |
| ---------------------- | ----- | ----- | ----- | ----- | ----- | ----- | ----- | ----- | ------ | ----- |
| Torneios do Grand Slam |       |       |       |       |       |       |       |       |        |       |
| Australian Open        | A     | A     | A     | 4R    | 3R    | 4R    | SF    |       | 0 / 4  | 13–4  |
| Aberto da França       | A     | A     | 1R    | 3R    | 3R    | QF    | 3R    |       | 0 / 5  | 10–5  |
| Wimbledon              | A     | LQ    | 2R    | 3R    | 4R    | 4R    | 4R    |       | 0 / 6  | 12–6  |
| US Open                | A     | A     | 2R    | 4R    | F     | SF    | SF    |       | 0 / 5  | 20–5  |
| Taxa de Sucesso        | 0 / 0 | 0 / 1 | 0 / 3 | 0 / 4 | 0 / 4 | 0 / 4 | 0 / 4 | 0 / 0 | 0 / 20 | -     |
| Vencidos-Perdidos      | 0–0   | 0–1   | 2–3   | 10–4  | 13–4  | 15–4  | 15-4  | 0-0   | -      | 55–20 |